# Рустамова, Азада Джафар кызы
Азада Джафар кызы Рустамова (азерб. Azadə Cəfər qızı Rüstəmova; 18 июля 1932, Баку — 19 апреля 2005, Баку) — азербайджанский и советский востоковед и литературовед, доктор филологических наук, профессор, заслуженный деятель науки Азербайджана, член-корреспондент Академии наук Азербайджана. Автор около 300 статей, а также 20 книг и монографий.

## Биография
Азада Рустамова родилась 18 июля 1932 года в Баку. С золотой медалью окончила школу № 132 имени Гусейна Джавида в Баку и поступила на факультет востоковедения Азербайджанского государственного университета.
Рустамова с отличием окончила университет и поступила в аспирантуру Института востоковедения в Москве. Защитив кандидадсткую диссертацию под руководством Евгения Бертельса на тему поэмы Физули «Лейли и Меджнун», Рустамова вернулась в Баку.
После возвращения в Азербайджан Рустамова работала в Институте литературы имени Низами Академии наук Азербайджана, сначала младшим научным сотрудником, а позднее — старшим научным сотрудником. Долгое время руководила отделами средневековой азербайджанской литературы и низамиведения, а с 1991 года — была старшим научным сотрудником отдела средних веков.
В 1994 году в Анкаре на мероприятии, посвященном 500-летию Физули и проводившемуся ЮНЕСКО, Азада Рустамова выступила с речью на международном симпозиуме.
За заслуги в литературоведении Азада Рустамова была награждена орденом «Знак Почёта», ей было присвоено звание заслуженного деятеля науки. В 2001 году была избрана членом-корреспондентом Национальной академии наук Азербайджана.
Азада Рустамова скончалась в 2005 году. До конца жизни, несмотря на болезнь, Рустамова продолжала работать, помогала аспирантам. 3 мая 2007 года в Институте литературы имени Низами Гянджеви прошёл научный семинар, посвящённый 75-летию Азады Рустамовой.

## Некоторые работы
- Füzuii yaşayır. (Vəfatının 400 illiyi münasibətilə) //Azərbaycan müəllimi. — 1958. — 6 aprel
- Nizami və Füzuli «Leyli və Məcnun»ları. (Füzulinin 400 illiyi münasibətilə //Ədəbiyyat və incəsənət. — 1958. — 12 aprel.
- Füzulinin lirikası //Bakı. — 1958. — 14 avqust
- Füzuli «Leyli və Məcnun»unda qadına münasibət //Azərbaycan qadını. — 1958. — № 7.- S. 16-17.
- Füzulinin «Leyli və Məcnun» poemasının ideya-bədii xüsusiyyətləri //Məhəmməd Füzuli. Elmi-tədqiqi məqalələr. — Bakı: Azərnəşr, 1958.-S. 139—173
- Vidadinin irsi və onun nəşri tarixindən //Azərbaycan SSR EA Xəbərləri. İctimai elmlər ser. — 1960. — № 4. — S. 113—121.
- Fələki irsinin öyrənilməsi tarixindən //Azərbaycan SSR EA Xəbərləri. İctimai elmlər ser. — 1961. — № 3. — S.87-92.
- Низамиведение: достижения и задачи (азерб.) // Известия Академии наук Азербайджанской ССР. — Баку, 1987. — S. 49-60.
- Фелеки Ширвани (азерб.) // Академия наук Азербайджанской ССР. Институт литературы имени Низами. — Баку: Элм, 1987.
- Азербайджанская литература : краткий очерк для азербайджанской диаспоры / ред.: Б. А. Набиев, Т. Г. Керимли. — Баку: Элм, 2005. — 456 с. — ISBN 5-8066-1788-3.